# Nervový vzruch
Nervový vzruch vzniká tak, že smyslový orgán, který je podrážděn, přenáší vzruch, který putuje dostředivou (senzorickou) drahou do centrální nervové soustavy, což je mozek a páteřní mícha. Tam se vzruch vyhodnotí a odsuspenzivní (motorickou) drahou jde do výkonného orgánu, který se zachová podle vyhodnocení. Například, když vám moucha letí do oka, které je smyslovým orgánem, pak vzruch postupuje aferentně do mozku, vyhodnotí se a eferentími drahami putuje do výkonného orgánu, kterým je například kruhový sval oční, jenž uskuteční vlastní kontrakci – mrknutí.

## Nervosvalový systém
Centrální a periferní nervový systém spolu se svalovým systémem je nazýván nervosvalový systém. Jedná se o na sobě závislou funkční jednotku. Základními jednotkami jsou neuron a svalové vlákno, základním dějem je určitá úroveň metabolismu.

## Vzruchová aktivita
Centrální nervová soustava (CNS) je spojena s receptory (smyslovými orgány) a s hybnou soustavou (svaly). Obě tyto soustavy (nervosvalový systém) se nazývají soustavy vzrušivé, neboť mohou vytvářet vzruch. Projevem činnosti těchto soustav je dráždivost = základní schopnost živé hmoty reagovat na změnu zevního prostředí změnou úrovně metabolismu.
Funkčním projevem soustav je vzruch, který může být nervový či svalový.

### Vzruch (impuls)
Vzruch je fyziologický děj, který lze vybavit (vytvořit) podnětem(=zevní energie, která může vyvolat vzruch, stimulus). Působení podnětu se označuje jako dráždění (stimulace). Vzruch je metabolická změna fyzikálněchemické povahy, která se šíří po nervovém či svalovém vláknu.
Vznik vzruchu může vyvolat vzruch jiného neuronu, který je převeden v synapsi, budícím potenciálem v receptoru či přímým působením zevní energie. Mezi těmito vzruchy nelze zpětně rozpoznat rozdíl. Někdy dojde k vyvolání vzruchu i spontánně.
Aby bylo dráždění účinné, musí mít nadprahovou intenzitu a musí působit určitou dobu. Podprahové podněty nevedou k vytvoření vzruchu. Se zvyšující se intenzitou dochází k dráždění stále více vláken v nervu až do dosažení určité intenzity (=maximální podnět). Supramaximální podněty (=podněty s vyšší intenzitou než je intenzita maximálního podnětu) již nevedou ke zvýšení odezvy.

### Chronaxie a labilnost

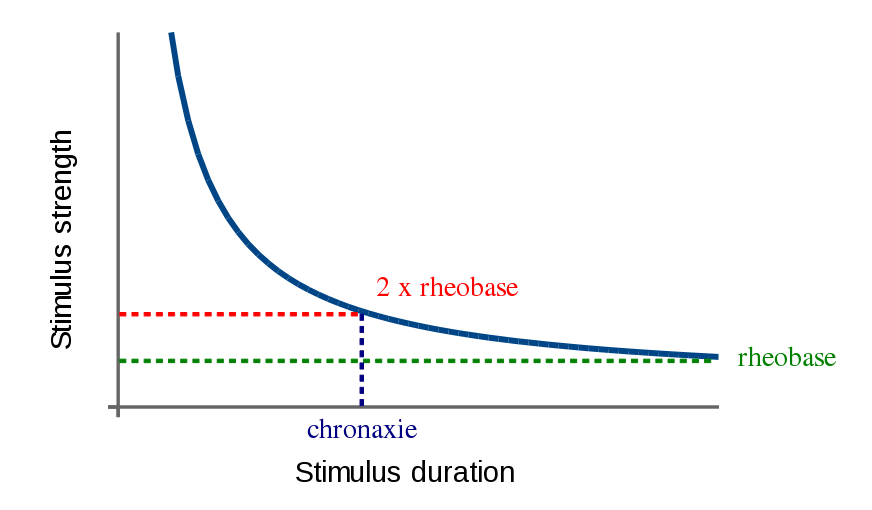
Reobáze a chronaxie jsou body definované na křivce napětí – čas pro podnět vedoucí ke vzruchu

Lapicque (1926) zkoumal reakci tkáně na izolovaný podnět pomocí elektrické rány a zkracování času jejího působení. Nepozoroval žádné změny až pod určitou hranicí došlo k zeslabování a při užitečném čase nenastala reakce vůbec. Ale i pro nejsilnější intenzitu podnětu bylo potřeba nějaký čas k jeho vyvolání.
Reobáze je prahová intenzita proudu, která vyvolá reakci (př. svalovou kontrakci), při jeho trvalém působení.
Chronaxie je užitečný čas, po který musí procházet proud intenzity dvojnásobné reobáze, aby nastala reakce. Jedná se o velmi dobré měřítko dráždivosti tkáně. Čím je chronaxie delší, tak je dráždivost nižší. Motorické nervy mají kratší chronaxii než jimi inervované svaly. Chronaxie lidského nervu a svalu je 0,5–22 ms.
Chronaxie a reobáze charakterizují jediný vzruch. Pojem labilnost zavedl Vveděnskij. Labilnost je charakterizována maximálním rytmem, v němž za sebou mohou následovat vzruchy. Pokud dráždíme tkáň střídavým proudem určité frekvence, pak odpovídá tkáň stejnou frekvencí akčních proudů. Relativní labilnost je schopnost reprodukovat určitý rytmus podráždění. Vždy po proběhnutí vzruchu je potřeba nějaký čas k obnově podmínek pro další vzruch. Je-li refrakterní doba 0,002 s, pak nerv může reprodukovat maximálně 1:0,002 impulsu, tedy 500 Hz.

### Refrakterní fáze
Refrakterní fáze je doba, po kterou je nerv po podráždění nedráždivý. Nejdříve proběhne absolutní refrakterní fáze a poté relativní refrakterní fáze, kdy se postupně obnovuje dráždivost. Dochází k ní díky repolarizaci povrchové membrány a návratu k původní polarizaci.
Absolutní refrakterní fáze u hybných vláken savce je 0,4 ms, relativní pak 1ms. U svalu je 2–3 ms.

### Projevy vzruchu

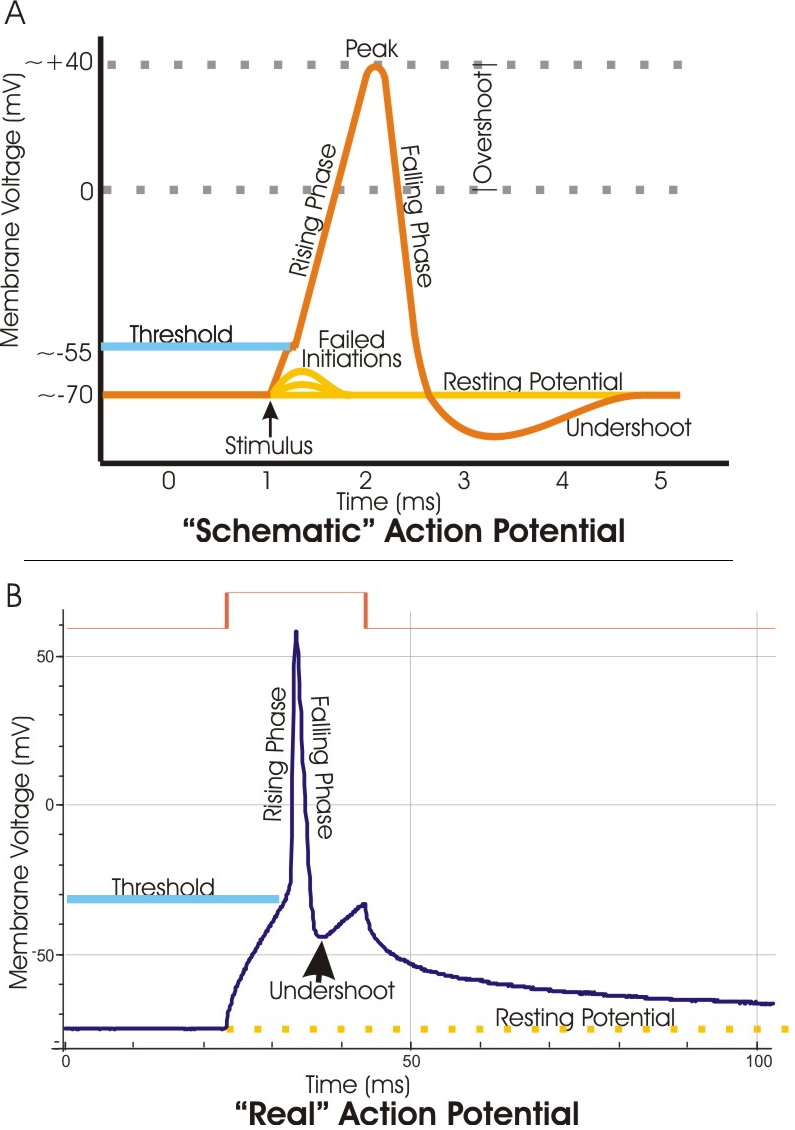
Obrázek 1. A. idealizovaný akční potenciál vykazuje různé fáze a bod na buněčné membráně. B. Záznamy akčního potenciálu jsou často posunuty vůči schematickému nákresu kvůli změnám v electrophysiologických technikách, které jsou pro záznam použity.

Nervový vzruch postupně vyvolá svalový vzruch a potom stah svalu. Projevuje se akčním potenciálem, tvorbou tepla a změnami chemickými i metabolickými.
Přestože jsou vzruchy stereotypní, jsou schopny přenášet velmi složité informace, které jsou vyjádřeny frekvencí a počtem nervových vzruchů.
Vzruch se projevuje elektrickými projevy, ke kterým dochází při průchodu vzruchu vzrušivou tkání. To popisuje akční potenciál. Při průchodu vzruchu vzrušivou tkání dojde ke změně membránového elektrického potenciálu.
Akční potenciál vznikne poklesem klidového membránového potenciálu (z -90 na -60) = depolarizace. Poté se šíří jako vlna elektrické negativity povrchu vlákna a následuje rychlý návrat k původnímu membránovému potenciálu = repolarizace. Amplituda akčního potenciálu je 115 mV u všech živočichů a doba vzestupu u živočichů se stálou teplotou těla je 0,2 ms. Doba trvání odpovídá teplotě a iontovému složení prostředí. U nervu je to 1–5 ms, pro rychlé svaly 10 ms, pro pomalé 4 s.
Membránový potenciál je potenciál, když je tkáň v klidu. Jedná se o rozdíl elektrického potenciálu povrchu a nitra buňky u všech živých tkání, tedy vnitřní a zevní strany membrány. Pro nervové vlákno je potenciál -50 až -80 mV, pro příčně pruhované svalstvo -80 až -100 mV. Na povrchu je v klidu kladný náboj a uvnitř záporný a potenciál je stálý. Velikost membránových potenciálů odpovídá koncentraci draslíkových iontů uvnitř a sodíkových iontů vně.
Metabolické změny, ke kterým dochází při průchodu vzruchu jsou spotřeba kyslíku a výdej CO2, dochází tedy k přeměně látek. Nervy jsou velmi citlivé na nedostatek kyslíku – ztrácejí dráždivost i vodivost. Svaly jsou na to citlivé méně. Při činnosti nervů lehce stoupá spotřeba kyslíku. Zdrojem energie je adenozintrifosfát, kreatinfosfát a glukóza. Při činnosti nervu stoupá tvorba tepla, ale uvolněná energie u nervu je mnohem nižší než u svalu → nerv je poměrně neunavitelný. Teplo se uvolňuje u nervu ve 2 fázích – počáteční a zotavovací (počáteční je mnohem kratší než zotavovací).
Díky rozložení i transportu iontů na membráně dochází ke vzniku měřitelných potenciálů v klidu i při činnosti tkáně. Klidový membránový potenciál způsobuje vznik nerovnoměrně nahromaděných iontů na obou stranách polopropustné membrány. Membrána je polarizována – hlavně K+ a Na+. V klidu je draslík hlavně uvnitř a sodík hlavně vně. S depolarizací se zvyšuje propustnost membrány a dochází k přesunu iontů – nejdříve sodíku a poté draslíku (v repolarizační fázi). Po proběhnutí vzruchu dojde zpětně sodíkovou a draslíkovou pumpou k přesunu iontů do původního klidového stavu, který je vždy mezi 2 vzruchy. Ztráta draselných iontů při jednom podnětu je 1/400 intracelulárního obsahu iontů u svalu.

### Vedení vzruchu
Rychlost šíření vzruchu lze měřit pomocí 2 myografických křivek, kdy je sledováno trhnutí svalu ze 2 míst nervu co nejvíce vzdálených jako reakce na podnět. Přesněji jsou registrovány akční potenciály, které provázejí šíření vzruchu nervovým vláknem.
Rychlost šíření vzruchu u savců v:
- motorických vláknech je 20–120 m/s
- proprioreceptivních nervech (nervech vysokého čití) 120 m/s
- ostatních senzitivních a autonomních vláknech 1–30 m/s

Je tedy rychlejší než šíření vzruchu synapsemi. Svalový vzruch se potom šíří v závislosti na době k depolarizaci, což je cca 1–2 m/s.
Mechanismus šíření je následovný. Elektrický proud vzniklý při depolarizaci dráždí sousední vzrušivou tkáň, kde dojde k depolarizaci a tak se šíří vzruch dál. Dráždíme-li při pokusu vlákno elektrickým proudem, šíří se vzruch oběma směry. Rychleji se šíří v nervu s myelinovou pochvou a Ranvierovými zářezy.
Pro vedení nervovým vláknem platí následující zákony:
- zákon fyziologické celistvosti nervu - musí být fyziologická celistvost a neporušenost nervu
- zákon izolovaného vedení - vzruch, který se šíří ve vlákně anatomického nervu nemůže přeskočit na jiné vlákno
- zákon obousměrného vedení - vzruch se může šířit oběma směry při pokusu, v organismu jen jedním směrem – nemůže zpět, neboť úsek jímž prošel je v refrakterní fázi.

Únava nervosvalového aparátu může nastat, když budeme nerv dráždit elektrickými ranami, tak postupně začne ubývat na síle a výšce stahů, až nakonec přestane reagovat úplně. Nerv se sice unavuje méně, ale také znatelně, dochází hlavně k únavě nervosvalové ploténky.